# Paranoia (gioco di ruolo)
(Quarta di copertina, Paranoia seconda edizione)
Paranoia è un gioco di ruolo pubblicato per la prima volta nel 1984 dalla West End Games. L'ambientazione è un futuro distopico simile a quello dipinto nella Fuga di Logan; il tono del gioco è comunque molto ironico e condito da humour nero. Dal 2004 è pubblicato dalla Mongoose Publishing. Il manuale base della seconda edizione è stato tradotto in italiano dalla Das Production nel 1994.

## L'ambientazione
(Il Computer, quarta di copertina di Paranoia seconda edizione)
Il gioco è ambientato nel Complesso Alfa, una città immensa e futuristica controllata dal Computer, un'intelligenza artificiale schizofrenica al servizio dei cittadini. Il Computer ha reso la felicità obbligatoria per tutti i cittadini. La mancata felicità (insieme a mille altre cose) è punibile con l'esecuzione sommaria.
Il Computer è convinto che diverse minacce stiano per colpire la sua società "perfetta": gli Esterni, i mutanti, le sette religiose e, ovviamente, i comunisti. Per gestire queste minacce, il Computer utilizza i Risolutori, un corpo il cui compito consiste nel trovare i problemi e risolverli. Questo è solitamente il ruolo principale e dichiarato dei giocatori (anche se supplementi successivi offrono altri ruoli per i personaggi, come i robot). Ai giocatori/risolutori vengono quindi fornite missioni da portare a termine in difesa del complesso Alfa, spesso con obiettivi incomprensibili o incoerenti, equipaggiati con gadget futuristici, sperimentali o difettosi e vengono sovente inviati dal Computer schizofrenico incontro alla loro (spesso comica) morte. I giocatori, al di fuori dell'obiettivo dichiarato, hanno anche degli obiettivi segreti; infatti i risolutori al servizio del Computer sono nel contempo anche traditori della peggior specie, e hanno come fine ultimo quello della distruzione del complesso Alfa e del Computer.
Il giocatore deve quindi sottostare per tutto il tempo del gioco a tre obiettivi contrapposti ma contemporanei: nel ruolo di risolutore, l'obiettivo esplicito di eseguire al meglio gli ordini incomprensibili del Computer per la propria ed altrui felicità, pena l'esecuzione sommaria; sempre nel ruolo di risolutore, quello di smascherare gli altri giocatori facenti parte di una delle categorie odiate dal Computer (questo obiettivo non è dichiarato, ma è implicito per tutta la durata del gioco e può portare a grandi avanzamenti di livello); infine nel ruolo di traditore, o di mutante, quello di sabotare il Computer e tradire gli altri giocatori.
Nella maggior parte degli scenari, ogni personaggio è in realtà un mutante, un comunista o membro di una società segreta o di una setta religiosa, ed ha un obiettivo specifico tipico di ogni gruppo, che spesso consiste nell'incastrare o uccidere membri di altri gruppi, o sabotare il computer per ottenere la liberazione finale. Pertanto la missione dei Risolutori si trasforma inevitabilmente in una commedia degli errori, con ogni giocatore che cerca di tradire gli altri, cercando allo stesso tempo di mantenere i propri segreti, di compiacere il Computer e di portare a termine le proprie missioni segrete. Lo stesso manuale del gioco incoraggia un'aria di sospetto tra i giocatori, offrendo diversi consigli su come rendere Paranoia un'esperienza il più possibile paranoica.
Ogni personaggio dispone di sei cloni, per cui la morte è un problema meno spinoso che in altri giochi di ruolo e permette ai risolutori di essere uccisi praticamente più volte in una partita, sia per mano di altri giocatori, che per suicidio o per incidente; una volta morto, invece di lasciare il gioco, ogni giocatore rientra immediatamente in gioco nei panni di un proprio clone, che viene incaricato di continuare la missione dal punto in cui è stata interrotta dalla spiacevole morte del predecessore. Questa facilità di spendere le vite porta a frequenti scontri a fuoco, morti sadiche ed orribili ma pervase da uno humour nero, sanguinario e demenziale.
Pare che il termine "pacco-da-sei" (six-pack) sia un riferimento intenzionale in fase di progetto del gioco, all'uso di dare ad ogni giocatore un pacco di sei birre che rappresentano i cloni rimanenti (da bere man mano che incontrano la loro fine).
L'equipaggiamento di ogni giocatore include armi futuristiche e sperimentali, spesso assegnate ai Risolutori in ritardo o in modo errato (a causa della immensa burocrazia che affligge il Complesso Alfa... con il famigerato ed odiato "Modulo per richiesta Moduli", tanto per fare un esempio) per cui ogni risolutore spesso si trova ad utilizzare dotazioni di armi richieste da altri giocatori.
Altre volte le armi sono prive di istruzioni e il risolutore deve imparare ad usarle a proprie spese; ad esempio potrebbero essere piccole scatole con decine di indicatori, pulsanti e LED di cui non si conosce assolutamente la funzione, ovviamente prive del manuale di funzionamento, perché la conoscenza delle istruzioni è considerato un tradimento ed è punibile con l'esecuzione sommaria.
Molte armi sono così sperimentali da essere difettose o non funzionanti, come i "fucili intrappolanti al plasma" che finiscono per intrappolare il giocatore stesso, il fondamentale "Proiettore d'Indeterminazione di Heisemberg" i cui effetti non sono MAI quelli sperati, e ancora campi di forza alimentati da un reattore a fusione mantenuto stabile da un meccanismo a manovella, schiavi-robot con personalità insopportabili (nelle versioni più recenti interpretati da altri giocatori) e via dicendo.
La conoscenza dei giocatori delle regole del gioco e del funzionamento degli oggetti, in realtà, è strettamente correlata al grado gerarchico raggiunto dal proprio Risolutore. I Risolutori, infatti, non sono tutti allo stesso livello, ma sono distribuiti su 9 livelli gerarchici, attribuiti in base al grado di fiducia che il Computer nutre nei loro confronti (più fiducia dal Computer significa più conoscenza delle regole, più libertà di azione, ma anche più missioni demenziali da portare a termine e più nemici). I gradi di gerarchia sono classificati coi 7 colori dell'arcobaleno, da "rosso", il più basso, a "violetto", il più alto.
Due livelli aggiuntivi sono "infrarosso", ovvero il livello infimo (praticamente da schiavo) dato per punizione dal Computer ai dissidenti in alternativa alla morte, e "ultravioletto", che corrisponde al livello di conoscenza assoluto, ovvero quello dei Programmatori del Computer stesso (nessuno ha mai visto i Programmatori del Computer, e il Computer stesso ne nega l'esistenza, quindi credere alla loro esistenza significa morte certa).
I mutanti, oltre alle armi, hanno anche capacità e poteri speciali, ovviamente da tenere nascosti il più possibile agli altri giocatori o al Computer; tali poteri vanno dall'invisibilità ai poteri pirocinetici, fino a poteri più "esotici" come "il naso eternamente colante" o "l'empatia con le macchine" (quest'ultimo è l'unico potere mutante la cui scoperta terrorizza il Computer, e che porta a morte sicura). Pare che dette mutazioni siano la conseguenza del clonare esseri umani in pacchi-da-sei. Ma noi non vi abbiamo detto niente. Spargere voci è tradimento.
Il gioco è chiaramente inteso, fin dal suo sviluppo, come parodia di altri giochi di ruolo. In effetti si pone in completa antitesi ad altri giochi, che spesso richiedono cooperazione forzata tra i giocatori. In questo caso la cooperazione tra i giocatori è bandita e di fatto è del tutto impossibile; al contrario sono incentivate situazioni in cui i giocatori devono sospettare e non aiutare gli altri.
Il manuale di Paranoia è a sua volta diverso da tutti gli altri per vari motivi. Per esempio, nelle prime edizioni l'intero capitolo sulle regole è stato etichettato come 'opzionale', poiché nel gioco stesso l'eccessiva conoscenza delle regole è paragonabile al tradimento. Alcune meccaniche di gioco sono particolarmente demenziali, come la tabella "Cadere da grandi altezze", che inizia con una caduta da 1,5 metri e termina con la categoria "Orbitale" (realmente usata in un supplemento ufficiale).

## Società segrete
Le società segrete sono basate sulla conoscenza tramandata oralmente di situazioni pre-apocalittiche, poiché per ovvie ragioni non esistono scritti su argomenti antecedenti alla creazione del Computer (per la semplice ragione che il Computer nega di essere stato creato da qualcuno in qualche momento della storia). Il fatto di tramandare oralmente conoscenze che risalgono a periodi antecedenti la costruzione del Complesso Alfa, e spesso riferibili al "mondo esterno", porta a situazioni demenziali. Le prime edizioni del gioco includevano società come il Club della Foca (che adorava gli animali, ma non era certo di cosa fossero in realtà), i Cavalieri dell'Oggetto Circolare (anch'essi non sapevano di preciso quale oggetto circolare andasse venerato), i Trekkie e la Prima Chiesa di Cristo Programmatore. La Chiesa, in particolare, è una delle società presenti nel gioco più odiate dal Computer, perché tende ad insinuare il dubbio che il Computer sia stato costruito e programmato da qualcuno. Ovviamente tra le società segrete ci sono anche i Comunisti, anch'essi molto odiati dal Computer, per semplice invidia nei confronti del loro progetto di "società perfetta" affine alla sua; i comunisti sono odiosi e viscidi, tendono a parlare in russoski, indossare berretti di pelliccia ed a mangiare borscht. Ovviamente essendo il nome di questo gioco "Paranoia", va da sé che ogni società segreta ha spie e agenti infiltrati nelle altre organizzazioni, che fanno il doppio e triplo gioco.
Degna di menzione speciale, per la particolare demenzialità che la contraddistingue, è la società segreta conosciuta come Wobblies, la cui nascita fa capire immediatamente che livelli di genialità abbia raggiunto il gioco nel corso di anni di sviluppo.
Il Computer, preoccupato dalle voci e dalle notizie terribili che giungevano in continuazione in merito alla fondazione di questa società (voci tuttora ignote), in un passato remoto inviò un gruppo di Risolutori ad investigare. Poiché tale società a tutti gli effetti non esisteva, i risolutori non trovarono nulla da riferire al Computer e per questo furono terminati per pigrizia ed insubordinazione. A questo punto il Computer mandò un altro gruppo di Risolutori, che fece la stessa fine.
Dopo che anche il terzo gruppo di Risolutori fu terminato per le stesse ragioni, il quarto gruppo si fece furbo e fondò esso stesso la società Wobblies per aver qualcosa da riferire al Computer. Da allora diverse altre società segrete, allarmate dalle terribili voci che circolavano su questo gruppo (tutto frutto di invenzione da parte dei Risolutori che fondarono il gruppo), hanno inviato spie per unirsi ai Wobblies. Il risultato finale è che la società è costituita interamente da spie di altri gruppi, che spiano le mosse di una società che non esiste e che non ha né un obiettivo né uno scopo, salvo quello di preservarsi nel tempo per la salvezza dei risolutori che ne fanno parte. Per potersi preservare deve avere sempre "qualcosa da riferire" al Computer, per cui i risolutori che ne fanno parte sono praticamente costretti ad inventarsi fatti da riferire, il che dà il via ad una serie di situazioni a catena dagli esiti spesso imprevedibili.
Per esempio l'edizione Paranoia XP (ed il supplemento The Traitors Manual) includono le seguenti società:
- Anti-Mutants (Anti-Mutanti)
- Communists (Comunisti)
- Computer Phreaks (Pirati informatici)
- Corpore Metal (Corporazione Metallica)
- Death Leopard (Leopardo della Morte)
- First Church of Christ Computer Programmer (FCCC-P) (Prima Chiesa di Cristo Programmatore di Computer)
- Frankenstein Destroyers (Distruttori di Frankenstein)
- Free Enterprise (Libera Impresa)
- Humanists (Umanisti)
- Illuminati (Illuminati)
- Mystics (Mistici)
- Pro-Tech (Tecnici Professionisti)
- Psion (Psionici)
- PURGE (PURIFICAZIONE)
- Romantics (Romantici)
- Sierra Club (Sierra Club)

## Storia editoriale
Sono state pubblicate cinque edizioni. Tre di queste dalla West End Games (la prima, seconda e "quinta" edizione), mentre le ultime due sono state pubblicate dalla Mongoose Publishing. Oltre a queste cinque edizioni è noto che a fine anni novanta la West End Games stava lavorando ad una "terza edizione" per rimpiazzare la male accolta quinta edizione, ma i problemi finanziari di cui soffriva ne impedirono la pubblicazione.

### Prima edizione
L'idea base di Paranoia nasce da una serie di avventure ambientate in un futuro distopico controllato da un computer onnipotente, create e masterizzate da Dave Gelber per una sua campagna casalinga intorno al 1982. Greg Costikyan dopo aver giocato un paio di partite trovò interessante l'approccio di un «gamemaster malevolo in un universo malevolo» e propose a Gelber di trasformare la sua campagna in un gioco pubblicabile. Insieme a Eric Goldberg preparò un manoscritto iniziale sulla base della dozzina di appunti di gioco usati da Gelber.. Probabilmente a causa della novità dell'ambientazione e della rottura di diverse convenzioni di gioco (principalmente il fatto che i personaggi giocanti anziché collaborare fra loro sono spesso avversari e hanno un'alta probabilità di morire) non furono inizialmente capaci di interessare una casa editrice alla sua pubblicazione, ma dopo essere stati assunti dalla West End Games, con Goldberg come vice presidente della ricerca & sviluppo, riuscirono a licenziare il regolamento di Paranoia per la pubblicazione. Comunque il manoscritto preparato era ancora troppo tecnico, con poco materiale d'ambientazione, per cui venne girato a Ken Rolston che preparò la versione finale. Paranoia fu pubblicato l'anno successivo nel 1984 ottenendo un buon successo di pubblico e vincendo l'Origins Award per il miglior gioco di ruolo.
Questa edizione, pur incoraggiano l'humour in gioco aveva un tono seriamente distopico, comunque i supplementi e le avventura pubblicati per supportarla enfatizzarono il lato leggero, stabilendo il misto libero di commedia slapstick, tradimento tra compagni di squadra e di satira generalmente associati con una partita di Paranoia.

### Seconda edizione
La seconda edizione fu scritta da Greg Costikyan, Dan Gelber, Eric Goldberg, Ken Rolston e Paul Murphy e pubblicata nel 1987 dalla West End Games. Questa edizione può essere considerata una risposta allo sviluppo della linea verso uno sistema di gioco leggero, veloce e divertente. Le possibilità umoristiche della vita in una distopia paranoide sono enfatizzate e le regole considerevolmente semplificate rispetto alla prima edizione.
Nel numero 132 di Dragon fu pubblicata una recensione molto favorevole della seconda edizione, che discute comunque alcune delle mancanze percepite della prima edizione:
Now, all that's changed. The PARANOIA game has been treated to a revamp, and this time the rules are slick. All that tricky stuff which made the combat system such a pain to run has been shelved off into optional rules. If you want the extra complications, you're welcome to them, or you can do what most people did anyway and simply ignore them.»
Ora tutto è cambiato. Il gioco Paranoia è stato aggiornato e questa volta le regole sono raffinate. Tutte le cose che complicavano il sistema di combattimento e rendevano complicato gestire il gioco sono state rese opzionali. Se desiderate la complicazione extra potete usarle, oppure potete fare come fa la maggior parte delle persone ed ignorarle.»
()
La recensione avanza comunque la tipica obiezione riguardo a questo gioco: «Non si presta facilmente a campagne a lungo termine. È meglio trattare questo gioco come una sequenza di sessioni di avventure brevi nella quale i giocatori si divertono nel fare tutte le cose riprovevoli che rovinerebbero un gioco più 'serio'». Comunque la conclusione della recensione afferma che «Come gioco umoristico tongue-in-cheek è difficile da battere»

#### Metaplot nella seconda edizione
Molti dei supplementi della seconda edizione appartengono ad un arco narrativo mirato a rinfrescare il gioco e a allargare gli spunti di gioco. Mentre ciò diede la possibilità di trascendere il tempo e lo spazio e di giocare in un Complesso Alfa post-apocalisse privo di computer o di giocare in un Complesso Alfa post-post-apocalisse nel quale il Computer è in lotta per il controllo contro altre fazioni, molti giocatori ritennero queste ambientazioni contrarie allo spirito del gioco. In particolare molti ritennero che la rimozione del Computer, e della struttura di potere ad esso associata, e la maggiore libertà data ai personaggi dei giocatori rovinasse le premesse del gioco, che richiedevano che i personaggi godessero di poca libertà, dovessero soddisfare le richieste del Computer e dovessero affrontare le ridicole situazioni create dalle folli regole della società del Complesso Alfa. I supplementi della seconda edizioni possono nel complesso essere divisi in quattro tipi:
1. Classico: assenza di metaplot.
2. Guerre delle società segrete: introdotte nel The DOA Sector Travelogue e supportate da una serie di moduli Secret Society Wars. Le missioni individuali possono essere giocate nel modo classico, ma temi ricorrenti e cospirazioni persistono da un manuale all'altro.
3. The Crash: dettagliato in The Crash Course Manual e supportato dalla serie di moduli di viaggio temporale Vulture Warriors of Dimension X. Le avventure si svolgono in un Complesso Alfa diviso, privo di Computer, forse causato dalla guerra delle società segrete o forse no.
4. Reboot: dettagliato in The Paranoia Sourcebook e supportato da alcuni moduli e supplementi. Il Computer ritorna ma non controlla completamente il Complesso Alfa. Il gioco è un ibrido delle altre era, con i giocatori che possono scegliere la propria fazione.

### Quinta edizione
La "Quinta" edizione pubblicata dalla West End Games nel 1995 fu in realtà la terza edizione del gioco (la "terza" e la "quarta" edizione non sono mai esistite, il salto delle edizioni è una citazione ironica del balzo di versione della suite per ufficio Microsoft Office che per motivi di marketing passò dall'edizione 2.0 alla 5.0). È stata da allora dichiarata un "non prodotto" dagli autori dell'edizione corrente attuali a causa della cattiva ricezione commerciale e critica. Praticamente nessuno dello staff originale fu coinvolto nel progetto e i supplementi di questa edizione si concentrarono meno sul dark humour e la natura oppressiva del Complesso Alfa e maggiormente su prese in giro a buon mercato di icone della cultura popolare, per esempio una parodia di Vampiri: la masquerade. Oltre all'atmosfera più leggera e assurda i giocatori non apprezzarono neanche le illustrazioni, la maggior parte delle quali consisteva di disegni da cartone animato abbozzati rispetto ai disegni più dettagliati e tematicamente appropriati di Jim Holloway usati nelle edizioni precedenti..
Nell'introduzione a Flashbacks, una raccolta di avventure di Paranoia di edizioni precedenti Allen Varney descrive in dettaglio le decisioni di gestione che condussero negli occhi di molti al declino di Paranoia e cita voci per cui la linea perse il 90% delle vendite, prima della chiusura per bancarotta della West End Games:
()

### Terza edizione
In seguito alla ricezione estremamente negativa della Quinta edizione la West End Games iniziò a pianificare una nuova edizione del gioco che sarebbe stata pubblicata come "Terza edizione". Pagine di questa edizione furono presentate alla Gen Con 1997, due anni dopo la pubblicazione della Quinta edizione. A causa dei problemi finanziari della West End Games questa edizione non fu mai completata. In un'intervista del 1999 Scott Palter della West End espresse la speranza che la Terza edizione venisse pubblicata quell'estate, rivelando anche che gli autori originali avevano dato il via ad una causa per reclamare i diritti del gioco. Gli autori vinsero infine la causa mettendo fine alla possibilità che la West End Games potesse pubblicare un'ultima edizione.
A single adventure has surfaced which contained a brief summary of the third edition rules.

### Paranoia XP
In seguito alla bancarotta della West End Games gli autori originali di Paranoia si unirono e acquistarono i diritti al gioco dalla West End Games per poter riottenere il controllo della linea. A loro volta gli autori concessero una licenza alla Mongoose Publishing per pubblicare una nuova versione del gioco, che fu chiamata Paranoia XP (2004), scritta da Allen Varney, Aaron Allston, Paul Baldowski, Beth Fischi, Dan Curtis Johnson e Greg Costikyan. Nel 2005, la Microsoft richiese la rimozione di "XP" dal titolo. Pertanto il nome fu abbreviato a solo Paranoia. Questa edizione ebbe un maggior successo, sia di pubblico, che di vendite.
Questa edizione introduce tre differenti stili di gioco per supportare diversi toni di gioco:
- "Zap" è lo stile anarchico da commedia slapstick che non pretende di avere senso e che non cerca di fare satira. Zap rappresenta Paranoia come normalmente compreso: troubleshooter che aprono il fuoco uno contro l'altro con poca o nessuna provocazione. Viene spesso associato con la Quinta edizione. Il simbolo di questo gioco sono due stivali fumanti.
- "Classic" è l'atmosfera associata alla seconda edizione. Pur essendo presente il conflitto intrasquadra è meno frequente e meno letale. Il simbolo di questo gioco è un computer (rappresentante il Computer).
- "Straight" rappresenta un nuovo stile per Paranoia, anche se con qualche precedente con le versioni più serie dei moduli della prima edizione. È più serio e maggiormente incentrato sulla satira. In questo stile di gioco i personaggi sono puniti per terminare altri personaggi senza prima aver trovato prove inconfutabili del suo tradimento. Questo incoraggia un gioco di ruolo più attento e scoraggia gli scontri a fuoco casuali. Il simbolo di questo stile di gioco è un enorme occhio, simile a quello in copertina.

L'autore principale, Allen Varney, nelle note di progetto spiega che il suo obiettivo con la nuova edizione era di ritornare il gioco alle sue origini, aggiornando però il regolamento e l'ambientazione per tener conto di vent'anni di storia di progetto dei giochi di ruolo. Sia nel manuale base che nei supplementi Flashbacks (una ristampa di avventure classiche originariamente pubblicate dalla West End Games) Varney fu molto critico nei confronti della gestione della linea di prodotto nei suoi ultimi giorni da parte della West End Games. In un messaggio su RPGnet spiegò che il motivo di includere i tre stili di gioco in Paranoia XP era di contrastare l'impressione che lo stile di gioco "Zap" fosse quello standard, un'impressione che è in parte stata creata dagli ultimi supplementi pubblicati dalla West End Games.
Per potersi differenziare dagli aspetti più sgraditi della linea delle West End Games e scoraggiare i nuovi giocatori nello spendere tempo e denaro su quello che considerava prodotti inferiori, Varney usò le note del progettista per dichiarare molti prodotti della West End, inclusa la Quinta edizione e tutto il materiale pubblicato per la seconda edizione dopo la The People's Glorious Revolutionary Adventure, come "unproducts" — non più parte della continuità del gioco e non raccomandati per l'uso con la nuova edizione. In conseguenza di ciò la gran parte del metaplot stabilito dalla West End Games, dalla Secret Society Wars fino al Reboot e oltre fu ignorato. Varney spiegò questo principalmente per via del suo disgusto per la direzione presa dalla trama, un disgusto che afferma condiviso dalla comunità dei fan. Afferma inoltre che personalmente non gli piace lo stile "Zap", e pertanto può avergli dato poco supporto nel manuale principale, sebbene alcuni successivi supplementi per Paranoia XP fornirono più supporto per lo stile di gioco Zap.
Jim Holloway, autore delle copertine e di gran parte delle illustrazioni interne fino al 1986, fu richiamato per disegnare le copertine dei manuali della nuova edizione
Anche se Paranoia XP mantiene i comunisti come capro espiatorio nonostante la fine della guerra fredda a questi integra diversi temi del XXI secolo nella sua satira. I troubleshooter portando PDC (personal digital companion) reminiscenti dei computer palmari e smartphone, possono tentare di ottenere equipaggiamento comprandolo all'asta su CBay (gioco di parole su eBay). Nuove minacce contro il Complesso Alfa includono file sharing, phishing, Furto d'identità e armi di distruzione di massa. Anche il consumismo è stato integrato nell'economia e ha assorbito elementi di patriottismo che esprimono alcuni sentimenti espressi dopo gli attentati dell'11 settembre 2001. Una raccolta di missioni pubblicata nel 2009 e intitolata War On (Insert Noun) satireggia sulle iniziative del governo come la guerra alle droghe e la guerra al terrorismo.
Nello scrivere la nuova edizione Varney, Goldberg e Costikyan contattarono e collaborarono attivamente con la comunità online di appassionati di Paranoia attraverso un blog di sviluppo e la wiki paranoia-live.net. Inoltre Varney gestì una campagna online, il "Toothpaste Disaster" in cui i giocatori assumevano il ruolo di alti programmatori che documentano il disastro del titolo nel formato Lexicon. Molte idee nate in questo gioco trovarono posto nel manuale. Più tardi alcuni dei migliori giocatori e altri collaboratori furono formalmente integrati come Traitor Recycling Studio per scrivere materiale ufficiale per Paranoia; il loro primo prodotto fu il supplemento Crash Priority.
Il manuale del gioco è accompagnato da un End Clone License Agreement, parodia dell'End User License Agreement di numerosi software, fra cui un omonimo sistema operativo.
Nel 2006 Gareth Hanrahan assunse l'incarico di scrittore principale per la linea di Paranoia. La Mongoose Publishin pubblicò diversi supplementi e avventure per il gioco. Degno di nota tra questi ci fu Extreme Paranoia, che forniva idee per scenari basati su personaggi con livello di sicurezza dall'arancio al violetto, con premesse molto differenti da quelle dei personaggi normali di livello di sicurezza rosso, pur rimanendo tematicamente appropriate all'ambientazione e atmosfera del gioco. Il modulo includeva la ristampa del supplemento della prima edizione HIL Sector Blues, incentrato su agenti della sicurezza di livello blu). L'idea di progettare nuovi e vari concetti su cui basare campagne e avventure di Paranoia sarebbe stata rivisitata nell'edizione successiva del gioco.

### 25th Anniversary Editions
Nel giugno 2009 la Mongoose Publishing annunciò che avrebbero ritirato i libri della linea XP per lasciar posto alla nuova linea 25th Anniversary, rivelando una nuova edizione del libro base, così come due nuovi manuali, uno che mette i giocatori nei ruoli di sicurezza maggiori di investigatori della sicurezza interna e di altri programmatori ultravioletti. La Mongoose dichiarò che il materiale di Paranoia XP sarebbe stato "compatibile al 90%" con quello della nuova linea.
Ognuno dei tre manuali è completamente autosufficiente e giocabile a sé stante: Paranoia: Troubleshooters, Paranoia: Internal Security e Paranoia: High Programmers. Il manuale Troubleshooters è una versione ridotta del manuale dell'edizione XP, incentrata principalmente sulla premessa tradizionale del gioco di personaggi come troubleshooter di livello di sicurezza rosso. L'Internal Security li mette dei ruoli di agenti della sicurezza interna di livello di sicurezza blu. Il terzo manuale, Paranoia: High Programmers, li mette nel ruolo di alti programmatori ultravioletti, la casta di élite della società del Complesso Alfa, al centro degli intrighi politici che dominano la vita degli altri programmatori, una premessa non differente dalle idee di campagna presentate in Extreme Paranoia.
Il manuale Troubleshooters assume come standard lo stile di gioco "classico" e rilega lo stile "Zap" e "Straight" a un'appendice. Allen Varney commentò in un post su rpg.net che questa decisione fu una conseguenza del fatto che l'edizione XP aveva avuto successo nel convincere un vasto pubblico che lo stile "Zap" non fosse quello di default del gioco e che visto che ormai era accettato che Paranoia potesse essere giocato in stili diversi, che ogni game master avrebbe potuto interpretare in maniera diversa non era più necessario enfatizzare gli stili di gioco diversi nel testo principale. Il volume Internal Security include un'appendice che elenca tre nuovi stili per il gioco "Heist", "Overkill" e "Horror". High Programmers non specifica stili di gioco.

## Edizioni

### Prima edizione
Sono tutti stati pubblicati dalla West End Games
| Codice    | Titolo                               | Anno | Autore                                     | ISBN               | Pagine | Note |  |
| --------- | ------------------------------------ | ---- | ------------------------------------------ | ------------------ | ------ | --- |  |
| WEG 12001 | The Paranoia Box Set                 | 1984 | Greg Costikyan, Dan Gelber e Eric Goldberg | ISBN 0-87431-018-0 |        | La scatola che ha iniziato tutto, contiene il Gamemaster Handbook e l'Adventure Handbook |  |
| WEG 80106 | Player Handbook                      | 1984 |                                            |                    |        | Il manuale del giocatore venduto da solo |  |
| WEG 80101 | Gamemaster's Screen                  | 1985 |                                            | ISBN 0-87431-025-3 |        | Tabelle, disegni e tre avventure (Das Bot: Nearly a Dozen Meters Beneath the Sea, The Trouble With Cockroaches e Robot Imana-665-C). |  |
| WEG 80102 | Vapors Don't Shoot Back              | 1985 | Curtis Smith e Geoff Valley                | ISBN 0-87431-026-1 | 32+8   | Un gruppo di Risolutori di livello di sicurezza Arancione devono sopravvivere all'84º Torneo Annuale degli Alti Programmatori |  |
| WEG 80103 | The Yellow Clearance Black Box Blues | 1985 | John M. Ford                               | ISBN 0-87431-027-X | 48     | quattro missioni non correlate, salvo che per l'apparizione di una misteriosa Scatola Nera (Black Box). Tutti i Risolutori hanno l'ordine di catturare la Scatola Nera per le loro Società Segrete, ma sfortunatamente tutti i loro avversari hanno gli stessi ordini. Questa avventura vinse l'H.G. Wells award per la migliore avventura del 1985 ed il Premio Origins del 1986, sempre come miglior avventura |  |
| WEG 80104 | Send In the Clones                   | 1985 | Allen Varney e Warren Spector              | ISBN 0-87431-033-4 | 48     | I Risolutori si avventurano nel mondo della TV ed incontrano Teela-O-MLY, l'eroina di milioni di spettacoli televisivi del Complesso Alfa. |  |
| WEG 80107 | Clones In Space                      | 1986 | Erick Wujcik                               | ISBN 0-87431-042-3 | 48     | Un'avventura all'esterno del Complesso Alfa - molto all'esterno... |  |
| WEG 80108 | Orcbusters                           | 1986 | Ken Rolston                                |                    |        | Una parodia di Dungeons & Dragons: i Risolutori devono affrontare un gruppo di stregoni provenienti dalla Dimensione-X ed il loro servo Randy la Lucertola Meravigliosa |  |

### Seconda edizione
Sono tutti stati pubblicati dalla West End Games
| Codice    | Titolo                                        | Anno | Autore                                                               | ISBN               | Pagine | Note |
| --------- | --------------------------------------------- | ---- | -------------------------------------------------------------------- | ------------------ | ------ | --- |
| WEG 12000 | Paranoia, Second Edition Booklet              | 1987 | Greg Costikyan, Dan Gelber, Eric Goldberg, Ken Rolston e Paul Murphy | ISBN 0-87431-063-6 |        | Una nuova versione del gioco, i meccanismi vengono ulteriormente semplificati. Nel manuale è compresa l'avventura ‘Into the Outdoors with a Gun and a Camera. La versione in scatola comprende un dado da 20 ed il manualetto "The Compleat Troubleshooter", una guida ai Compiti Bonus Obbligatori. Tradotto in italiano dalla Das Production nel 1994 |
| WEG 12001 | Paranoia, Second Edition Box Set              | 1987 | Greg Costikyan, Dan Gelber, Eric Goldberg, Ken Rolston e Paul Murphy |                    |        | Una nuova versione del gioco, i meccanismi vengono ulteriormente semplificati. Nel manuale è compresa l'avventura ‘Into the Outdoors with a Gun and a Camera. La versione in scatola comprende un dado da 20 ed il manualetto "The Compleat Troubleshooter", una guida ai Compiti Bonus Obbligatori. Tradotto in italiano dalla Das Production nel 1994 |
| WEG 12002 | Paranoia Excessory Pack                       | 1987 |                                                                      |                    |        | schermo del master, moduli in triplice Copia, schede del personaggio, una collezione di miniature di cartoncino (Cardstock Commies) e supporti in plastica in cui inserirle. |
| WEG 12004 | The DOA Sector Travelogue                     | 1989 | Steve Gilbert                                                        |                    | 96     | Un intero settore del Complesso Alfa descritto, Vasche dei cibi, caffetteria, impianti di clonazione, centri di distribuzione dei beni, la base dello squadrone Vulture, alloggi di tutti i livelli di sicurezza. Idee per avventure. L'inizio della Guerra della Società Segrete                                                                       |
| WEG 12005 | Alpha Complexities                            | 1988 | Ed Bolme                                                             |                    | 48     | Un'avventura all'esterno contro i comunisti. |
| WEG 12006 | Form Pack                                     | 1988 |                                                                      | ISBN 0-87431-079-2 |        | Moduli di tutti i tipi in triplice copia: Modulo Richiesta Equipaggiamento/Armi/Veicoli, Modulo Richiesta Moduli, Modulo Rapporto Test Equipaggiamento Sperimentale |
| WEG 12007 | The Computer Always Shoots Twice              | 1988 |                                                                      | ISBN 0-87431-087-3 |        | Due precedenti moduli Orcbusters e Send in the Clones convertiti alla seconda edizione |
| WEG 12010 | The People's Glorious Revolutionary Adventure | 1989 | Ed Bolme                                                             | ISBN 0-87431-150-0 | 40     | I giocatori interpretano la controparte comunista dei Risolutori ed hanno l'occasione di far saltare in aria vaste porzioni del Complesso Alfa. |
| WEG 12011 | Recycled Pack                                 |      |                                                                      |                    |        | Miniature di plastica e di carta dei Risolutori e numerosi altri Moduli pronti per essere riempiti dai giocatori. |
| WEG 12012 | The Bot Abusers' Manual                       | 1992 | Ed Bolme                                                             | ISBN 0-87431-164-0 | 94     | Revisione delle regole di Acute Paranoia per interpretare robot |
| WEG 12013 | More Songs About Food Vats                    | 1989 | Karl Hughes                                                          | ISBN 0-87431-151-9 | 40     | Un'avventura tra le vasche dei cibi, cercando di impedire ad un gruppo di traditori di inquinare le scorte di cibo del Complesso Alfa. Continua la Guerra delle Società Segrete |
| WEG 12015 | The Iceman Returneth                          | 1989 | Sam Shirley                                                          | ISBN 0-87431-152-7 | 40     | In questa avventura i Risolutori risvegliano uno dei creatori originali del Complesso Alfa, che cerca di "riparare" l'Amico Computer con risultati disastrosi. |
| WEG 12016 | Don't Take Your Laser to Town                 | 1988 | Malcolm Mouvis e Vern G. Hargett                                     | ISBN 0-87431-104-7 | 32     | I Risolutori sono inviati a catturare dei robot ribelli del parco a tema Black Gulch ... nel vecchio settore WST. |
| WEG 12017 | Alice Through the Mirrorshades                | 1989 | Ed Bolme                                                             | ISBN 0-87431-154-3 | 40     | La prima avventura dei Vulture Warriors of Dimension X. Il Computer invia i Risolutori indietro nel tempo (a bordo di una macchina sospettosamente somigliante a quella di un certo film) ad uccidere il protagonista di The Iceman Returneth. Crossover tra Paranoia e Cyberpunk 2020. Il disastro finale prepara il terreno per Twilightcycle: 2000   |
| WEG 12018 | Twilightcycle: 2000                           | 1990 | Sam Shirley                                                          | ISBN 0-87431-155-1 | 40     | Il seguito di Alice Through the Mirrorshades, i Risolutori vengono inviati nel mondo di Twilight 2000 per uccidere alcuni veri comunisti, riprogrammare un baby Computer e incontrare sé stessi tre o quattro volte. |
| WEG 12019 | Vulture Warriors of Dimension X               | 1990 | Joseph Anthony e David Avallone                                      | 0-87431-156-X      | 96     | Prosegue dove finisce Twilightcycle: 2000, contiene un'avventura che parodia il Doctor Who (Dr. Whom and the Paranoids of Alpha) e materiale per una campagna in cui interpretare i guerrieri Vulture |
| WEG 12020 | Crash Course Manual                           | 1989 | vari                                                                 | ISBN 0-87431-153-5 | 96     | Una collezione di idee per avventure dove viene descritto MegaWhoops Alpha, quello che resta del Complesso Alfa dopo il disastro causato dalla Guerra delle Società Segrete. |
| WEG 12021 | Gamma-Lot                                     | 1990 | Grant Boucher                                                        | ISBN 0-87431-158-6 | 40     | Randy la Lucertola Meraviglia ritorna al Complesso Alfa per rubare il Collassatrone Trans-Dimensionale Mark II e diventare pertanto la più Potente Lucertola dell'Universo. |
| WEG 12022 | The Paranoia Sourcebook                       | 1992 | Ed Bolme                                                             | ISBN 0-87431-163-2 | 126    | Un'introduzione al Complesso Alfa dopo il ritorno al governo del Computer. |
| WEG 12023 | Death, Lies, and Vidtape                      | 1990 | Allen Varney                                                         | ISBN 0-87431-159-4 | 48     | L'ultima delle avventure della Guerra delle Società Segrete. I risolutori devono scoprire chi ha ucciso Elizabeth-R, la ragazza che erano stati incaricati di sorvegliare. |
| WEG 12024 | The R&D Catalog                               | 1990 | Ed Bolme e C.J. Tramontana                                           | ISBN 0-87431-157-8 | 96     | Un catalogo di armi, robot e altro equipaggiamento per i Risolutori. Inclusa anche un'avventura per testare tutti questi gadget |
| WEG 12027 | Paramilitary                                  | 1993 | Dave Lemon                                                           | ISBN 0-87431-167-5 | 95     | Regole per interpretare membri dell'Esercito del Computer. Idee per avventure, gadget sperimentali e del cibo veramente divertente con cui giocare. |
| WEG 12028 | CTV/ParaNormal                                | 1994 | vari                                                                 | ISBN 0-87431-169-1 | 127    | Cinque brevi avventure e varie idee per altre, non molto ben riuscito. |
| WEG 12031 | Mad Mechs                                     | 1991 | Paul Murphy                                                          | ISBN 0-87431-160-8 | 62     | I Risolutori viaggiano fino a Alphadome in Australia per recuperare qualcuno che potrebbe sapere come impedire a quei fastidiosi alieni di annichilire il Complesso Alfa |
| WEG 12032 | Creatures of the Nightcycle                   | 1997 | Jennifer Brandes e Chris Hepler                                      | ISBN 0-87431-172-1 | 112    | Una parodia di Vampiri: la masquerade |

### Quinta edizione
Sono tutti stati pubblicati dalla West End Games
| Codice | Titolo               | Anno | Autore                                        | ISBN               | Pagine | Note |
| ------ | -------------------- | ---- | --------------------------------------------- | ------------------ | ------ | --- |
|        | Paranoia 5th Edition | 1995 | Ed Stark, Greg Farshtey e Daniel Scott Palter | ISBN 0-87431-171-3 | 224    | Una ripresentazione (con qualche differenza) delle regole della 2ª edizione, con un tono molto più da cartone animato e molto meno "cattivo" dei prodotti precedenti. Non fu accolto favorevolmente. |

### Edizione XP
Sono tutti stati pubblicati dalla Mongoose Publishing
| Codice  | Titolo                                     | Anno | Autore                                                     | ISBN                   | Pagine | Note |
| ------- | ------------------------------------------ | ---- | ---------------------------------------------------------- | ---------------------- | ------ | --- |
| MGP6630 | Paranoia XP                                | 2004 | Allen Varney                                               | ISBN 1-904854-26-5     | 256    | La più recente edizione delle regole di paranoia |
|         | Paranoia XP GM's Screen                    | 2004 | Allen Varney                                               | ISBN 1-904854-49-4     | 24     | Schermo del master |
| MGP6631 | Paranoia: GM Pack                          | 2004 | Vari                                                       | ISBN 1-904854-49-4     |        | Schermo del master + Mandatory Fun Enforcement Pack |
| MGP6632 | The Traitor's Manual                       | 2004 | Gareth Hanrahan                                            | ISBN 1-904854-27-3     | 96     | Descrizione dettagliata di molte Società Segrete e dei loro modus operandi. Comprende l'avventura Down and Out in Alpha Complex                                                                         |
| MGP6633 | Crash Priority                             | 2004 | Vari                                                       | ISBN 1-904854-35-4     | 64     | Tante nuove missioni per i Risolutori |
| MGP6634 | The Mutant Experience                      | 2005 | R. Eric Reuss                                              | ISBN 1-904854-65-6     |        | Supplemento dedicato ai poteri mutanti |
| MGP6635 | Flashbacks                                 | 2005 | Vari                                                       | ISBN 1-904854-40-0     |        | Ristampa di missioni e minimissioni della prima e seconda edizione (Alpha Complexities, Paranoia Gamemaster Screen, Send in the Clones, Vapors Don't Shoot Back e The Yellow Clearance Black Box Blues) |
| MGP6636 | Stuff                                      | 2006 | Eric Minton                                                | ISBN 1-904854-86-9     |        | Supplemento dedicato all'equipaggiamento |
| MGP6637 | WMD                                        | 2005 | Traitor Recycling Studio                                   | ISBN 1-905176-14-7     |        | Collezione di quattro avventure |
| MGP6638 | Extreme Paranoia                           | 2005 | Vari                                                       | ISBN 1-905176-24-4     |        | Regole aggiuntive per personaggi di alto livello |
| MGP6639 | Service, Service!                          | 2005 | Vari                                                       | ISBN 1-904176-72-0     |        | Supplemento dedicato ai gruppi di servizio |
| MGP6640 | Criminal Histories                         | 2006 | Bill O'Dea, the Traitor Recycling Studio                   | ISBN 1-905176-80-5     |        | Regole di creazione del personaggio potenziate |
| MGP6641 | The Underplex                              | 2006 | Paul Baldowski                                             | ISBN 1-905471-13-0     |        | Un complesso urbano da esplorare nello stile dungeon crawl del fantasy |
| MGP6643 | Sector Zero                                | 2006 | Jeff Groves, Gareth Hanrahan, Saul Resnikoff, Allen Varney | ISBN 1-905471-52-1     |        | Collezione di tre missioni (Bubblegum Run, The Dinner Party, Lightning Rod) |
| MGP6646 | Little Red Book                            | 2006 | Allen Varney                                               | ISBN 1-905471-56-4     |        | Manuale del giocatore |
| MGP6109 | Stuff 2                                    | 2007 | Eric Minton                                                | ISBN 978-1-906103-07-1 |        | Altro supplemento dedicato all'equipaggiamento |
| MGP6650 | Flashbacks II                              | 2007 | Vari                                                       |                        |        | Ristampa di tre avventure (Clones in Space, Orcbusters, The People's Glorious Revolutionary Adventure)                                                                                                  |
| MGP6654 | War on [Insert Noun Here]                  | 2007 | Gareth Hanrahan                                            | ISBN 978-1-905850-60-0 |        | |
| MGP6658 | Alpha Complex Nights                       | 2007 | Gareth Hanrahan                                            | ISBN 978-1-906103-06-4 |        | Collezione di tre avventure |
| MGP6661 | The Green Thin Line                        | 2008 | Gareth Hanrahan                                            | ISBN 978-1-906103-76-7 |        | Supplemento dedicato alle forze armate del Complesso Alfa |
| MGP6662 | Alpha Complex Nights 2                     | 2008 | Gareth Hanrahan                                            | ISBN 978-1-906103-80-4 |        | Collezione di due avventure |
| MGP6663 | Mandatory Mission Pack                     | 2009 | Gareth Hanrahan                                            | ISBN 978-1-906103-81-1 |        | Raccolta di idee per avventure, incontri strani e luoghi interessanti da inserire nelle proprie avventure                                                                                               |
| MGP6659 | Big Books of Bots                          | 2008 | Gareth Hanrahan                                            | ISBN 978-1-906103-60-6 | 56     | |
|         | Citizen's Guide to Surviving Alpha Complex | 2009 | -                                                          |                        |        | Regole introduttive a Paranoia con una breve avventura, distribuito gratuitamente |

### 25th Anniversary
| Codice  | Titolo                                                     | Anno | Autore          | ISBN                   | Pagine | Note                                                                                        |
| ------- | ---------------------------------------------------------- | ---- | --------------- | ---------------------- | ------ | ------------------------------------------------------------------------------------------- |
| MGP6665 | Paranoia: Troubleshooters                                  | 2009 | Allen Varney    | ISBN 978-1-906508-55-5 |        | Nuovo manuale base                                                                          |
| MGP6667 | Paranoia Game Master Screen                                | 2009 |                 | ISBN 978-1-906508-67-8 |        | Schermo per il master                                                                       |
| MGP6668 | Paranoia: IntSec                                           | 2009 | Gareth Hanrahan | ISBN 978-1-906508-69-2 |        |                                                                                             |
| MGP6671 | Paranoia Forms Pack                                        | 2009 | Gareth Hanrahan | ISBN 978-1-906508-85-2 |        | Raccolta di vari modelli per are rapporto sulle missioni, richiedere equipaggiamento, ecc.. |
| MGP6670 | Termination Quota Exceeded                                 | 2009 | Gareth Hanrahan | ISBN 978-1-906508-71-5 |        | Collezione di tre avventure                                                                 |
| MGP6673 | A Funny Thing Happened on the Way to the Termination Booth | 2010 | Gareth Hanrahan | ISBN 978-1-907218-17-0 |        | Collezione di avventure                                                                     |
| MGP6676 | None of This Is My Fault                                   | 2010 | Gareth Hanrahan | ISBN 978-1-907218-22-4 |        | Collezione di tre missioni per alti programmatori                                           |
|         | Paranoia: High Programmers                                 | 2010 | Gareth Hanrahan | ISBN 978-1-907218-09-5 |        |                                                                                             |
| MGP6678 | Flashbacks Redux                                           | 2011 | Gareth Hanrahan | ISBN 978-1-907702-09-9 |        | Collezione di ristampe di avventure                                                         |

## Giochi derivati
- The Paranoia Complex: videogioco d'avventura pubblicato nel 1989 dalla Magic Bytes per Amiga, Amstrad CPC, Commodore 64 e ZX Spectrum, ispirato non ufficialmente a Paranoia[1]
- Paranoia: The Mandatory Card Game: gioco di carte collezionabili scritto da Steve Gilbert e pubblicato nel 2005[1]
- JParanoia un programma (scritto in Java) specificatamente creato per giocare a Paranoia .